# Mark Kerry
Mark Anthony Kerry (* 4. August 1959 in Temora) ist ein ehemaliger australischer Schwimmer. Er gewann bei Olympischen Spielen eine Goldmedaille und zwei Bronzemedaillen.

## Karriere
Mark Kerrys Mutter betrieb eine eigene Schwimmschule in Wollongong und trainierte ihren Sohn. Kerry nahm zunächst an Wettbewerben für Rettungsschwimmer teil. Er war daneben aber auch im Becken aktiv, wo er mit dem Olympiasieger von 1972 Brad Cooper schwamm. 1976 nahm Kerry erstmals an den australischen Meisterschaften teil und siegte sowohl über 200 Meter Freistil als auch über 200 Meter Rücken. Bei den Olympischen Spielen 1976 in Montreal belegte er über 200 Meter Freistil den 16. Platz. Über 100 Meter Rücken erreichte Kerry das Finale und schwamm auf den siebten Platz. Über 200 Meter Rücken gingen alle drei Medaillen in die Vereinigten Staaten, dahinter belegten die beiden Australier Mark Tonelli und Mark Kerry den vierten und fünften Platz. Die australische 4-mal-100-Meter-Lagenstaffel mit Mark Kerry, Paul Jarvie, Neil Rogers und Peter Coughlan schlug als Sechste an. 1977 gewann Kerry noch einmal den australischen Titel über 200 Meter Rücken.
Anfang 1978 ging Mark Kerry in die Vereinigten Staaten, um an der Indiana University Bloomington zu studieren. Kerry war für die Commonwealth Games 1978 nominiert, wurde aber suspendiert, nachdem er bei einem Trainingslager in Hawaii die Ausgangssperre ignoriert hatte, um mit einem Mädchen zusammen zu sein. 1979 wechselte er an die University of Southern California. Bei der Universiade 1979 in Mexiko-Stadt siegte Kerry über 100 Meter Rücken. Im Jahr darauf gewann er die australischen Meistertitel auf beiden Rückenstrecken und qualifizierte sich für die Olympischen Spiele 1980 in Moskau. Bei den olympischen Schwimmwettbewerben verpasste Kerry als Neunter des Halbfinales knapp den Finaleinzug über 100 Meter Rücken. Die australische 4-mal-200-Meter-Freistilstaffel mit Graeme Brewer, Mark Tonelli, Mark Kerry und Ron McKeon erreichte das Finale und belegte den siebten Platz. Tags darauf wurde die 4-mal-100-Meter-Lagenstaffel ausgetragen. Mit der schnellsten Vorlaufzeit erreichte die sowjetische Staffel das Finale vor der australischen Staffel, für die im Vorlauf Glenn Patching, Peter Evans, Mark Tonelli und Neil Brooks antraten. Im Finale schwammen für die Sowjetunion vier Schwimmer, die im Vorlauf nicht dabei waren. Bei den Australiern wurde lediglich Mark Kerry für Glenn Patching eingewechselt. Im Endlauf siegten die Australier mit 0,22 Sekunden Vorsprung vor der sowjetischen Staffel, die britische Staffel erhielt die Bronzemedaille. Zwei Tage nach dem Staffelfinale schwamm Mark Kerry über 200 Meter Rücken ins Finale. Es siegten die Ungarn Sándor Wladár und Zoltán Verrasztó, dahinter erhielt Mark Kerry die Bronzemedaille.
Nach einem Jahr Pause versuchte sich Kerry 1982 für die Teilnahme an den Commonwealth Games zu qualifizieren, was ihm aber nicht gelang. Bei den Olympischen Spielen 1984 in Los Angeles erreichte Kerry das Finale über 100 Meter Rücken und belegte dann den fünften Platz. Die australische Lagenstaffel erreichte in der Besetzung Mark Kerry, Peter Evans, Jon Sieben und Neil Brooks das Finale mit der schnellsten Zeit der Vorläufe. Im Finale lag die australische Staffel nach Kerry und Evans mit einer halben Sekunde Rückstand auf die Kanadier auf dem dritten Platz. Glenn Buchanan auf der Schmetterlingslage verlor 67 Hundertstelsekunden auf die Kanadier. Auf der Schlussstrecke schwammen Rowdy Gaines aus den Vereinigten Staaten und der Australier Mark Stockwell zeitgleich am schnellsten. Die US-Staffel siegte mit fast vier Sekunden Vorsprung vor den Kanadiern, zwei Hundertstelsekunden hinter den Kanadiern schlugen die Australier an und bekamen die Bronzemedaille. Im Gegensatz zu 1980 erhielten 1984 erstmals auch die nur im Vorlauf eingesetzten Schwimmer eine Medaille.
Kerry kehrt in den 1990er Jahren aus Los Angeles nach Australien zurück und gründete mit seinem Bruder eine Firma zur Personalbeschaffung, die sehr schnell wuchs. 2001 verkauften sie die Firma und gründeten 2008 ein neues Unternehmen in der gleichen Branche. Mark Kerrys Sohn Tannes Kerry wurde Basketballspieler, seine Tochter Madison Kerry wirkte als Schauspielerin in einigen Folgen der australischen Soap Opera Home and Away mit.